# 제55회 미국 작가 조합상
제55회 미국 작가 조합상은 2002년 뛰어난 활동을 보인 영화 작가를 기리기 위해 2003년 3월에 열린 시상식이다. [서부]LA, 비벌리 힐튼 호텔/[동부]뉴욕, 피에르 호텔에서 개최되었다.

## 수상 및 후보

### 각본상
- 볼링 포 콜럼바인 - 마이클 무어 수상

### 각색상
- 디 아워스 - 데이비드 헤어 수상

### TV 애니메이션상
- Patric Verrone 수상

### 월계수상
- 멜 브룩스 수상

### 발렌타인 데이비스 상
- Aaron Ruben 수상

### 모건 콕스 상
- 데이비드 W. 린텔스 수상

### 에드몬드 J. 노스 상
- 존 게이 수상

### 에블린 F. 버클리 상
- 마틴 스코세이지 수상

### 이안 맥레랜 헌터 상
- 노라 에프론 수상

### 리차드 B. 자브로우 상
- 제임스 샤머스 수상

### 파울 셀빈 명예상
- 매튜 셰퍼드 스토리 - John Wierick 수상